# Lutley
Lutley är en by i unparished area Halesowen, i distriktet Dudley, i grevskapet West Midlands, i England. Byn är belägen 7 km från Dudley. Lutley var en civil parish 1866–1974. Civil parish hade 457 invånare år 1951. Byn nämndes i Domedagsboken (Domesday Book) år 1086, och kallades då Ludeleia.